# 天目湖南山竹海景区
天目湖南山竹海景区，简称南山竹海景区，位于中华人民共和国江苏省常州市溧阳市东南端，是中华人民共和国国家5A级景区天目湖景区的组成景区之一。景区以山水民俗为主题。因当地人惯称南部群山为“南山”，且山区竹林绵延，故得名。
南山竹海景区位于溧阳市戴埠镇李家园村以南，东邻宜兴市，南与安徽省广德县隔山相望，地处宜溧山地北麓，占地逾3平方公里。
南山竹海景区始建于2000年，后于2004年、2011年两次升级改造，现为国家5A级景区天目湖景区的组成景区。

## 历史
2000年9月，溧阳市横涧镇（今属戴埠镇的一部分）政府成立南山竹海旅游开发公司，以桃树岕水库为核心开发建设南山竹海景区。
2004年3月，天目湖旅游公司（天目湖山水园景区的运营方）与南山竹海旅游开发公司签约成立天目湖南山竹海旅游有限公司，投资近7千万元人民币全面开发景区。天目湖南山竹海景区于次年重新投入运营。
2006年7月，南山竹海景区被国家旅游局评为国家4A级景区。
2011年9月，南山竹海二期开发完成。9月20日，上海世博会十大明星熊猫中的“奥运”和“壮妹“入住南山竹海熊猫馆。

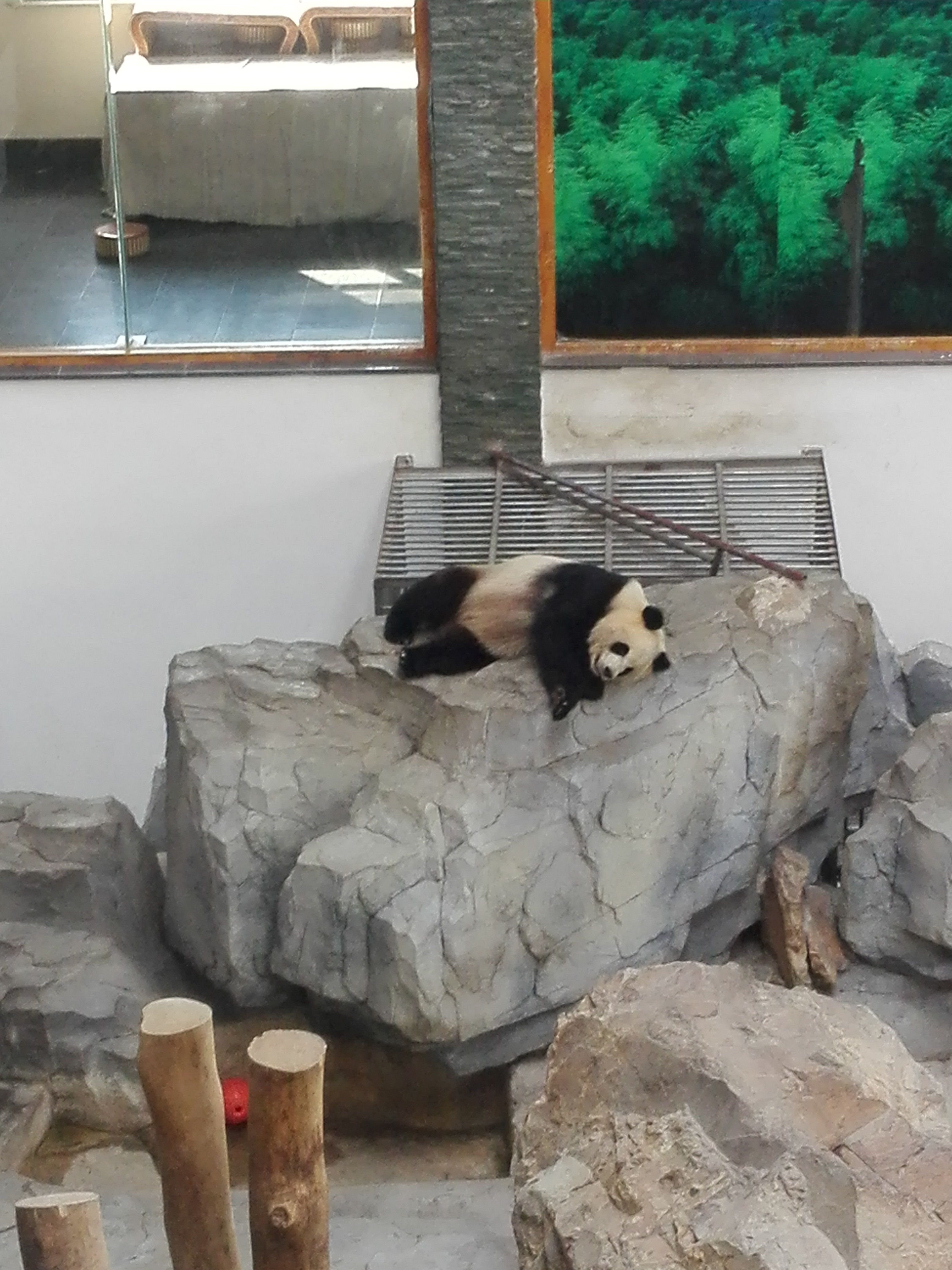
南山竹海熊猫馆

2013年10月11日，南山竹海景区与国家4A级景区天目湖山水园景区、天目湖御水温泉景区打包组成天目湖景区升格为国家5A级旅游景区。

## 景点
一期项目：
- 静湖。位于景区入口附近。
- 寿星广场。位于静湖上游。由一条观光车道和一条观光步道与景区入口相连。
- 吴越“弟”一峰（石门尖）。位于寿星广场西北侧山顶。由一条索道和一条登山步道与寿星广场相连。

二期项目：

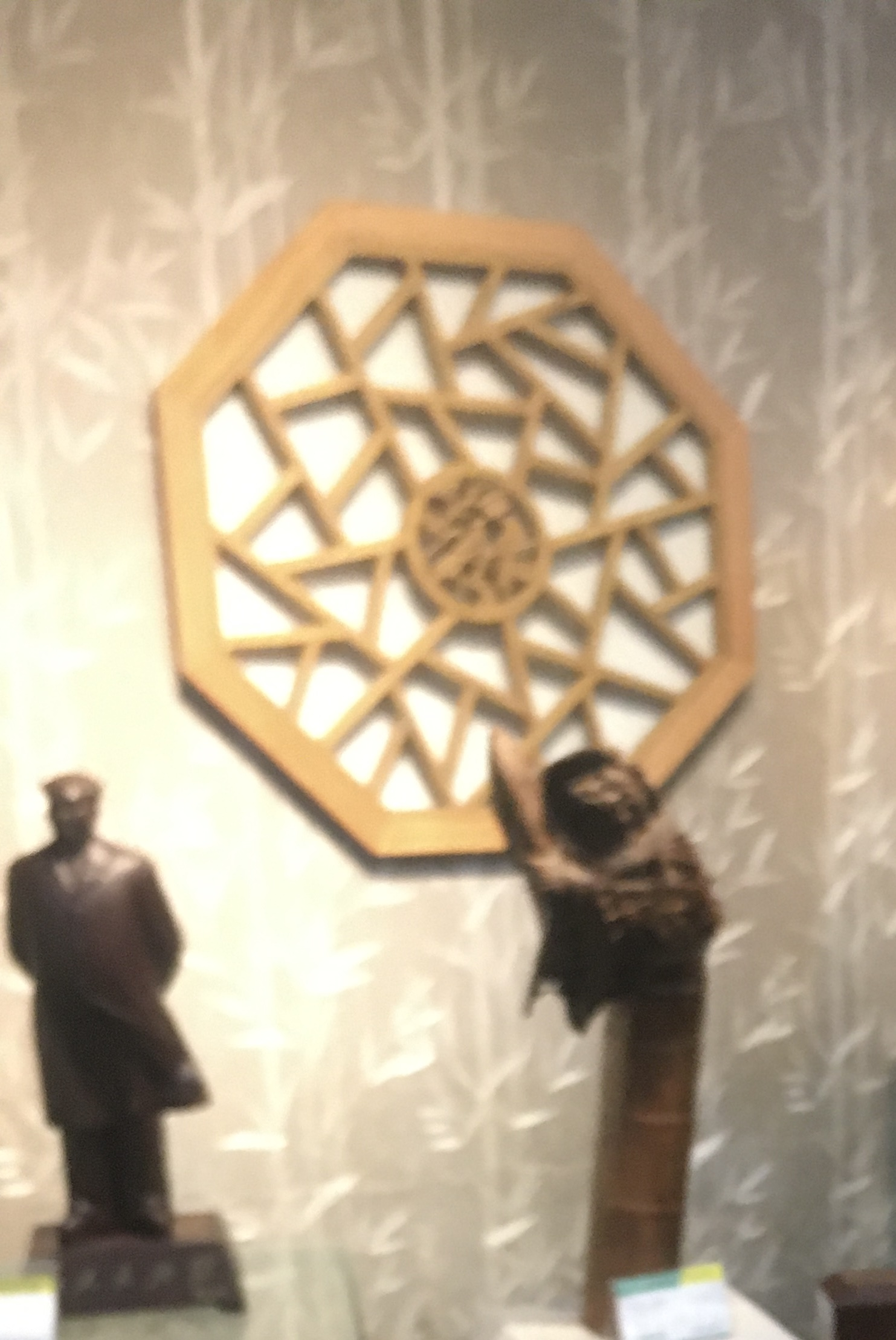
历史文化区。位于寿星广场南侧山顶。含鸡鸣村、竹文化园、熊猫馆等景点。仅由一条地面纜車与寿星广场相连，无登山步道。南山竹海注重竹寿文化的展现，除了之前所拥有的中国竹雕刻精品艺术馆，历史文化区内更是进一步挖掘竹之精髓。[6]  - 中国竹雕刻精品艺术馆

## 收费
- 门票：90元。
- 胶轮小火车（镜湖大坝－寿星广场，1.7km）：单程20元（可选）。
- 旅游观光车（景区大门外售票处－寿星广场，1.9km）：单程30元（可选）。
- 架空索道（寿星广场－吴越“弟”一峰，高差约250米）：单程60元、往返90元（可选）。
- 地面缆车（寿星广场－鸡鸣村）：往返90元（游历史文化区必选）。

各交通工具服务可在景区外售票处购买优惠套票，也可在景区内单独购票。

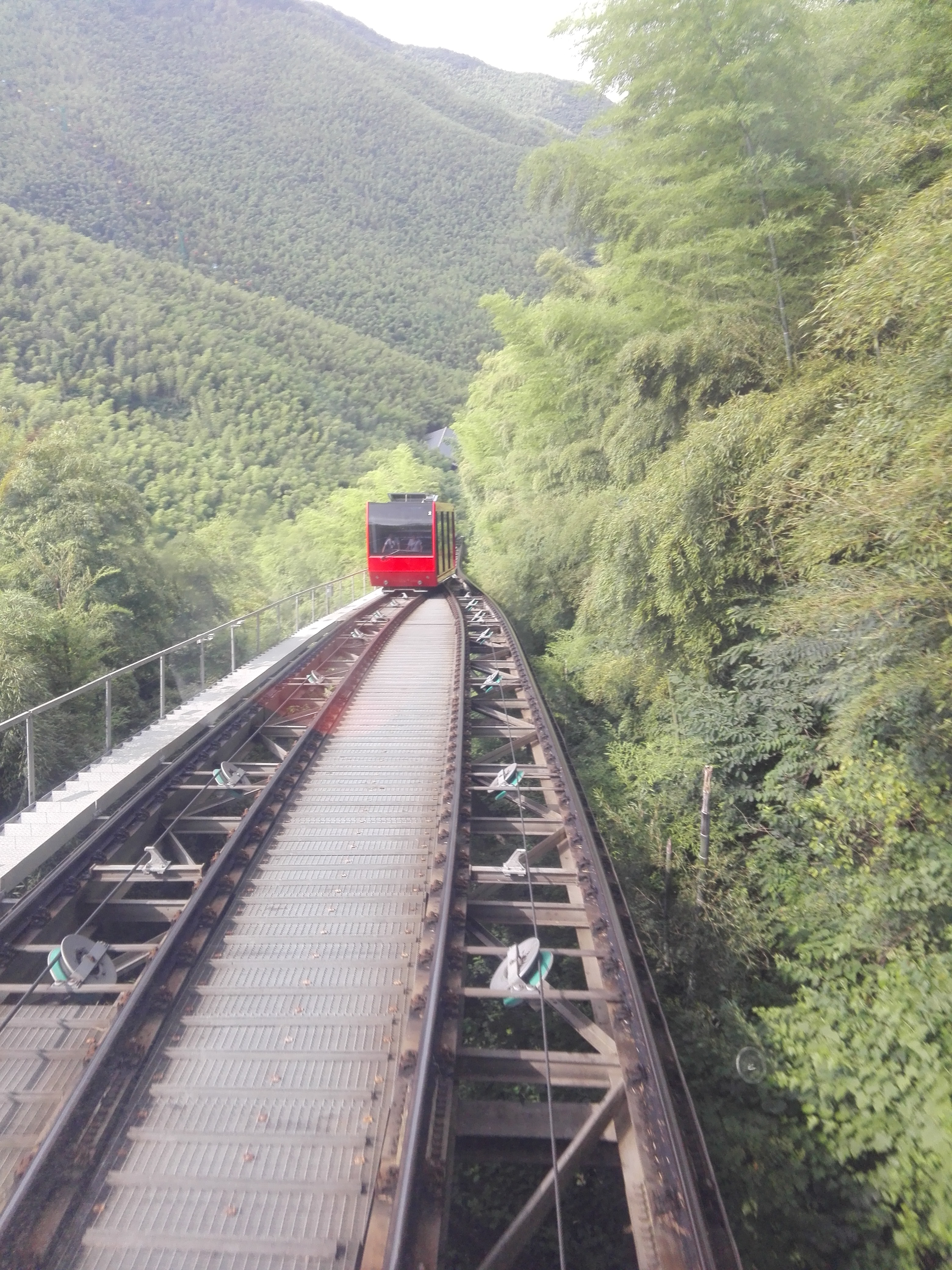
地面缆车

## 配套

### 交通
公交：
- 溧阳109路：溧阳汽车总站－南山竹海。
- 天目湖旅游专线：高铁溧阳站－天目湖景区－南山竹海景区。

自驾：
- 溧阳支线溧阳北出口：城东大道－竹海大道。
- 长深高速溧阳南出口：天目湖大道－迎宾大道－竹海大道。

### 食宿
御水温泉度假酒店（五星级旅游饭店）
南山竹海客栈

### 购物
南山竹海古街

## 周边景区
- 常州天目湖景区（国家5A级）
  - 御水温泉景区（相距0.7千米）
  - 天目湖山水园景区（相距23千米）
- 宜兴云湖旅游景区（国家4A级，相距11千米）
- 广德太极洞景区（国家4A级，相距17千米）